# Monte da Virgem

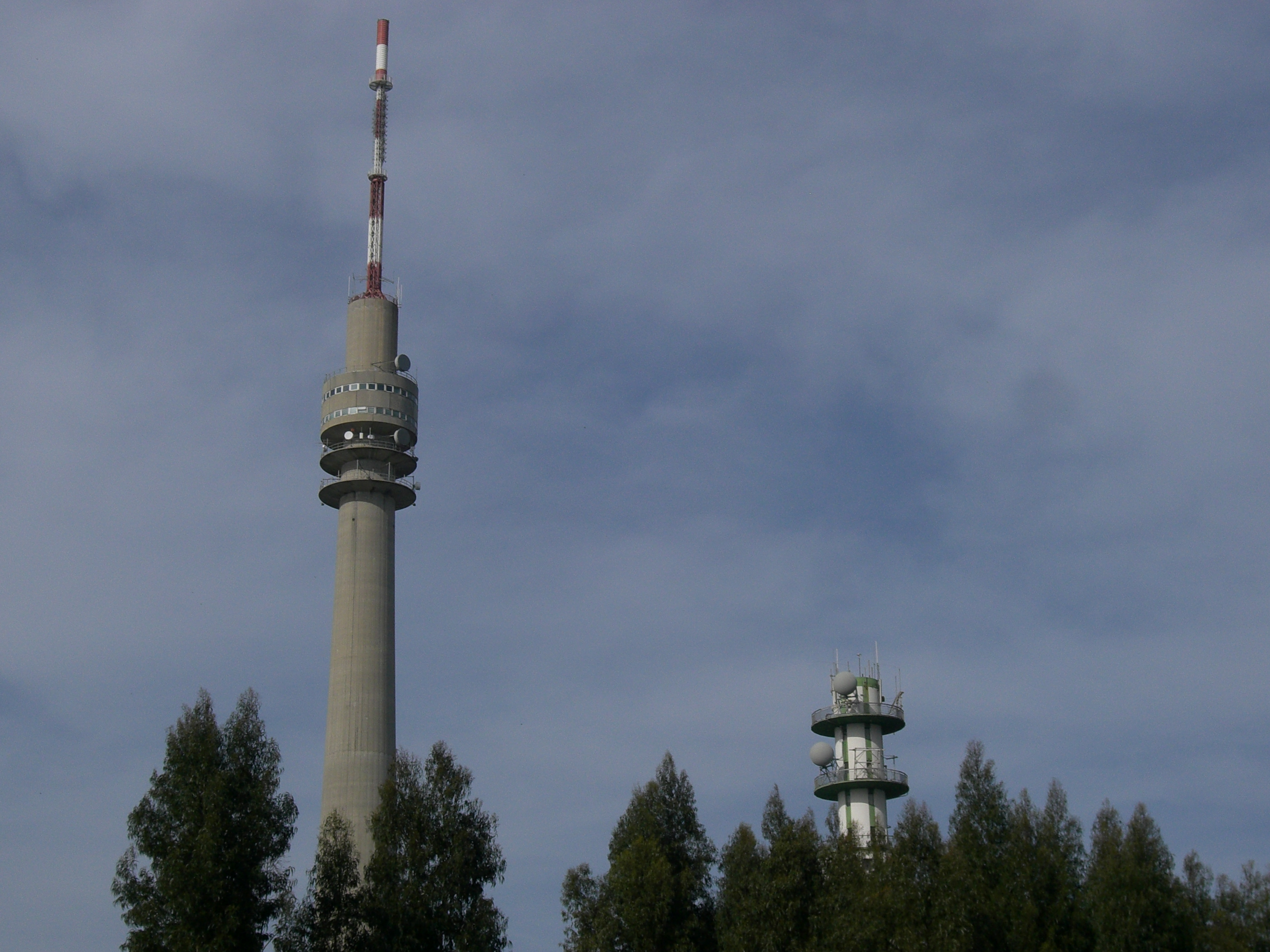
Torre do Centro de Produção do Norte da RTP.

O Monte da Virgem é uma localidade da freguesia de Oliveira do Douro, em Vila Nova de Gaia. É conhecida pelo seu Santuário, inaugurado em 1937, e pelo Centro de Produção do Norte da RTP, inaugurado em 1959, onde se produzem programas como a Praça da Alegria e o Jornal da Tarde.